# Somers (Montana)
Pour les articles homonymes, voir Somers.
Somers est une census-designated place située dans le comté de Flathead, dans l’État du Montana. Sa population s’élevait à 1 109 habitants lors du recensement de 2010.

## Géographie
D'après l'United States Census Bureau, la CDP a une superficie de 5,5 km². Dont 5,3 km² (sont des terres et 0,2 km² soit 2,83 % sont de l'eau.

## Démographie
D'après un recensement de 2000, il y a 556 personnes à Somers, dont 233 ménages, et 158 familles résident dans la ville. 
| Communauté                                    | Pourcentage de la population |
| --------------------------------------------- | ---------------------------- |
| Blancs                                        | 96,04 %                      |
| Afro-américains                               | 0,36 %                       |
| Amérindiens                                   | 1,08 %                       |
| autres communautés                            | 1,08 %                       |
| personnes appartenant à plus d'une communauté | 1,44 %                       |
| Hispaniques                                   | 3,96 %                       |

Sur les 233 ménages, 29,2 % ont un enfant de moins de 18 ans, 54,9 % sont des couples mariés, 8,2 % n'ont pas de maris présents, et 31,8 % ne sont pas des familles. 23,6 % de ces ménages sont faits d'une personne dont 5,6 % d'une personne de 65 ans ou plus.
| Tranches d'âge  | Pourcentage de la population |
| --------------- | ---------------------------- |
| moins de 18 ans | 23,6 %                       |
| de 18 à 24 ans  | 8,8 %                        |
| de 25 à 44 ans  | 28,8 %                       |
| de 45 à 64 ans  | 24,3 %                       |
| 65 ans ou plus  | 14,6 %                       |

L'âge moyen de la population est de 39 ans. Pour 100 femmes il y  109,0 hommes. Pour 100 femmes de 18 ou plus, il y a 103,3 hommes.
Le revenu moyen d'un ménage est de $ 30 625, et celui d'une famille de $ 34 286. Les hommes ont un revenu moyen de $ 33 125 contre $ 17 500 pour les femmes. Le revenu moyen par tête est de $ 13 786. Près de 7,9 % des familles et 7,6 % de la population vit en dessous du seuil de pauvreté, dont 9,0 % de ceux en dessous de 18 ans et 4,3 % de ceux de 65 et plus.

## Référence
- (en) Cet article est partiellement ou en totalité issu de l’article de Wikipédia en anglais intitulé « Somers, Montana » (voir la liste des auteurs).